# Medina megye (Ohio)
Medina megye az Amerikai Egyesült Államokban, azon belül Ohio államban található. Megyeszékhelye Medina, legnagyobb városa Brunswick. Lakosainak száma 182 470 fő (2020. április 1.). Medina megye Ashland, Lorain, Cuyahoga, Summit és Wayne megyékkel határos.

## Népesség
A megye népességének változása:
| Lakosok száma | 172 522 | 173 409 | 173 725 | 174 915 | 176 395 | 182 470 |
|               | 2010    | 2011    | 2012    | 2013    | 2015    | 2020    |